# Viktor von Scheuchenstuel
Viktor von Scheuchenstuel (Witkowitz, 10 maggio 1857 – Vienna, 17 aprile 1938) è stato un generale austro-ungarico.
Dopo aver svolto incarichi di ufficiale di stato maggiore e di comandante di divisione prima della Grande Guerra, durante il conflitto mondiale tenne importanti incarichi di comando, guidando con distinzione corpi d'armate e armate dell'Imperiale e regio Esercito austro-ungarico nelle campagne in Serbia, Albania, Romania e Italia. Nel corso della guerra venne promosso generaloberst e ricevette il titolo nobiliare di Graf, equivalente a conte. Dopo la fine della guerra mondiale e il crollo dell'Impero austro-ungarico, il generale Scheuchenstuel si ritirò dalla carriera militare.

## Biografia
Scheuchenstuel era nato a Witkowitz, un sobborgo della città di Ostrava in Moravia. Nel 1874 egli frequentò la scuola dei cadetti della specialità dei pionieri ad Hainburg an der Donau in Austria. Egli prestò servizio nel corpo dei pionieri d'assalto come sottotenente e tenente fino al 1884 quando entrò nella accademia militare di Vienna. Dopo essersi diplomato nel 1886 Scheuchenstuel entrò a far parte dello stato maggiore generale dell'esercito austro-ungarico. Nel 1903 prese il comando del 50º reggimento di fanteria. Dopo la promozione a maggior generale nel 1907, comandò successivamente la 69ª Brigata di fanteria, l'8ª Brigata da montagna e la 10ª Divisione di fanteria. Nel 1911 venne promosso al grado di tenente feldmaresciallo (equivalente a generale di divisione) e l'anno seguente assunse il comando della 9ª Divisione di fanteria.
Nell'agosto 1914, all'inizio della prima guerra mondiale, il generale Scheuchenstuel comandava ancora la 9ª Divisione di fanteria che faceva parte dell'VIII corpo d'armata del generale Artur Giesl von Gieslingen, schierato sul confine con la Serbia. Gli austro-ungarici furono sconfitti nel primo loro tentativo di invadere la Serbia e subirono oltre 50.000 perdite. Il 12 ottobre 1914 il generale Giesl von Gieslingen venne destituito e al suo posto Scheuchenstuel prese il comando dell'VIII corpo d'armata. A metà novembre il corpo d'armata di Scheuchenstuel era inquadrato nella 5ª Armata del feldmaresciallo Oskar Potiorek durante la nuova invasione della Serbia settentrionale. Il generale avanzò in territorio serbo e il 1º dicembre 1914 raggiunse Belgrado che era già stata evacuata dall'esercito del maresciallo Radomir Putnik. In breve tempo il comandante in capo serbo riorganizzò le sue truppe, passò al contrattacco e respinse di nuovo l'esercito austro-ungarico; il 16 dicembre 1914 l'VIII corpo d'armata fu costretto a ripassare il Danubio ed abbandonare Belgrado.
Durante la maggior parte del 1915 Scheuchenstuel prese parte alla battaglia lungo il fronte serbo. Finalmente nell'ottobre 1915 l'VIII corpo d'armata entrò a far parte dell'armata austro-tedesca del generale August von Mackensen incaricata di invadere la Serbia. Sotto il comando del generale von Mackensen gli eserciti degli Imperi Centrali riuscirono a sconfiggere in modo decisivo l'esercito serbo e a dicembre l'VIII corpo passò alle dipendenze della 3ª Armata del generale Hermann Kövess in Albania.
Nel frattempo il 23 maggio 1915 l'Italia aveva dichiarato guerra all'Impero austro-ungarico; i combattimenti sul fronte italiano si trasformarono rapidamente in una cruenta e logorante guerra di trincea e le numerose battaglie dell'Isonzo causarono pesanti perdite ad entrambe le parti senza alcun importante guadagno territoriale. Nel tentativo di sbloccare la situazione il 15 maggio 1916 venne costituito un nuovo raggruppamento di forze sotto il comando dell'arciduca Eugenio con il compito di sferrare una grande offensiva decisiva in Trentino. L'VIII corpo d'armata del generale Scheuchenstuel venne trasferito in Italia e assegnato alla 9ª Armata che costituiva una delle formazioni organizzate per la cosiddetta Südtiroloffensive. Inizialmente la battaglia degli Altipiani raggiunse importanti successi. Le forze austro-ungariche riuscirono ad aprire un varco di otto chilometri di ampiezza e diciotto di profondità nelle linee italiane. Tuttavia il 16 giugno 1916 l'offensiva venne bloccata dalla resistenza delle truppe italiane; a causa della disastrosa offensiva Brusilov sul fronte orientale, gli attacchi austriaci furono fermati completamente e il generale Scheuchenstuel venne trasferito con il suo corpo d'armata a est.
Dopo i durissimi combattimenti contro l'esercito russo sul fronte orientale, l'intero VIII corpo d'armata dovette essere sciolto; Scheuchenstuel fu rimosso dal comando a causa di "contrasti con l'Alto comando" nel luglio 1916; tuttavia egli venne ricollocato in servizio dall'imperatore e a settembre 1916 gli venne assegnato il comando del I corpo d'armata schierato in Romania. Il corpo d'armata di Scheuchenstuel faceva parte della 7ª Armata del generale Hermann Kövess schierato nella Romania settentrionale. Questa armata non venne direttamente coinvolta nell'offensiva del generale tedesco Erich von Falkenhayn e nella rapida avanzata attraverso la Romania meridionale ma fu invece pienamente impegnata nei combattimenti sui monti Carpazi. Nel gennaio 1917 la maggior parte delle battaglie apparivano ormai concluse. Il 28 febbraio 1917 Scheunchenstuel ottenne in premio il titolo nobiliare di Graf, equivalente a quello di conte; oltre al suo nuovo rango, il generale ricevette anche il comando della 11ª Armata di nuovo sul fronte italiano.
Dalla primavera del 1917 Scheuchenstuel tenne il comando della 11ª Armata sul fronte italiano, sotto il controllo del Gruppo d'armate del feldmaresciallo. Le sue forze presero parte all'ultima fase della battaglia di Caporetto nel novembre 1917 combattendo nel settore dell'altopiano dei Sette Comuni; il 16 novembre 1917 Scheuchenstuel venne promosso generaloberst.
Nella primavera del 1918 il generale sferrò un attacco secondario nel settore del Monte Grappa, l'"operazione Radetzky", in connessione con l'offensiva principale austro-ungarica sul Piave; l'attacco del generale Scheuchenstuel fu respinto dalle truppe italiane. Durante l'estate del 1918 le forniture di vettovagliamento ai soldati della 11ª Armata divennero insufficienti costringendo Scheuchenstuel a scrivere al feldmaresciallo Conrad per insistere della necessità di incrementare i quantitativi di cibo assegnati alle sue truppe. Il feldmaresciallo Conrad espresse a sua volta forti critiche all'Alto comando che ordinò un incremento delle forniture di carne. Tuttavia le disponibilità era molto scarse e questo ordine non venne mai messo in pratica.
Dopo la deludente battaglia del Solstizio che causò gravi perdite all'armata di Scheuchenstuel senza raggiungere alcun risultato, il morale delle truppe decadde e si manifestarono i primi segni di malcontento, indisciplina e defezione in alcuni reparti. L'11ª Armata con sede di comando a Levico continuò a mantenere le sue posizioni tra l'Astico e il Brenta anche al momento dell'offensiva finale italiana. A causa degli attacchi del nemico e della dissoluzione di una parte delle truppe il generale Scheuchenstuel fu costretto ad evacuare il Trentino durante la disastrosa battaglia di Vittorio Veneto che concluse la prima guerra mondiale con la vittoria dell'Italia.
Dopo la guerra Scheuchenstuel si ritirò dall'esercito; egli è morto a Vienna il 17 aprile 1938.